# 豊澤新左衛門
豊澤 新左衛門（とよざわ しんざえもん）は、文楽義太夫節三味線方の名跡。初代・二代を数える。

## 初代
（天保4年（1833年） - 明治19年（1886年）1月6日）
豊澤松之助 → 豊澤仙八 → 初代豊澤新左衛門
本名：稲垣新助。三代目豊澤廣助（二代目豊澤仙左衛門）門弟。師の歿後は同門の初代豊澤團平の預かりとなる。天保11年（1840年）豊澤松之助を名乗り座摩西門芝居へ初出座。後、豊澤仙八と改名。弘化3年（1846年）12月師の前名であり、当時は豊澤廣助の前名と位置付けられていた豊澤仙左衛門の襲名を望むも許されず、安政3年（1856年）3月清水濱文楽芝居で初代豊澤新左衛門と改名。これは、本名の新助から「新」の字を取り、仙左衛門の「仙」と差し替えた名前である。
四代目竹本彌太夫、二代目竹本越路太夫（竹本攝津大掾）、初代豊竹古靱太夫、三代目竹本大隅太夫（初代竹本春子太夫）、初代豊竹柳適太夫らを弾いたが、一番長く相三味線を勤めたのが六代目竹本綱太夫（二代目竹本織太夫時代）である。
『三十三間堂棟由来』は二代目竹本織太夫時代の六代目竹本綱太夫が初代豊澤新左衛門と組んで流行させたもので、「書きおろされてから長い間廃滅していましたが、法善寺の津太夫さんのもう一代前の綱太夫（※六代目）が新左衛門さんとのコンビで流行し出したもので、勇み肌の綱太夫がいなせな声の「和歌の浦には名所がござる、一に権現、二に玉津島、三に下り松、四に塩釜よ、ヨーイ、ヨーイ、ヨイトナ」と木遣り音頭がうけたそうです。わかの浦の「わか」の所が現在も綱太夫の語った通りにナマッて語られますし、また「切り崩されて枯柳」も下におとして節尻の音調も、その特色を残しています。摂津大掾も綱太夫の生きている間は、これは織さんが語り生かされたものだからと遠慮された程のもので、この話は美談だと思っています。」と二代目野澤喜左衛門が語っている。
このように、美声の織太夫（綱太夫）と美音の新左衛門のコンビは当時大人気であり、明治14年（1881年）3月市村座で四代目助高屋高助が「日高川」を初代花柳壽輔振付の人形振りで演じた際に、六代目竹本綱太夫と初代豊澤新左衛門が演奏を受け持ち、33日間の公演で五百円の給金を得ている。
また、初代鶴澤道八は『道八芸談』に「私の知つてゐる範囲では、この方程音色の美しい方はありませんでした。音は大きい方ではありませんでしたが、その美しさは、物に譬へれば、丁度結構な蒔絵の美術品といふのが適中してゐるでせう。そして綿でくるんだやうな実に具合のよい芸でした。しかし手厚いところはやはり烈しい撥が下りました。ですから「先代萩の御殿」だとか、「廿四孝の四段目」、「鰻谷」など弾かれると無類でした。」と記している。
妻は、初代鶴澤清六の娘である鶴澤きくで「おあい」という娘を設けた。この「おあい」が二代目豊澤團平へ嫁いだため、二代目豊澤團平（当時豊澤九市）は義理の息子となる。その豊澤九市が18歳当時、初代竹本春子太夫（三代目竹本大隅太夫）を弾き、附け物の「堀川猿回しの段」への出演が決まったが、あまりの若さでの九市の抜擢に、段切れの猿回しのツレ弾きを弾いてくれるものがなかった。「十八歳やそこらの青二才に附物の三味線を弾かせるような破格なことはございませんので随分仲間に苦情があったそうで夫れが為にも誰もツレ弾きをしてくれる人がありません。仕方が無いので自分一人で勤める覚悟を極めて居ますと、當時大立者の（初代豊澤）新左衛門が其事を聞いて己（俺）が弾いて遣ると言って下すつた時は実に有難く感じました」と九市本人が語るように、初代新左衛門がツレ弾きを買って出た。ツレ弾きはその三味線よりも格下のものが勤める習いであるので、格上の三味線弾き…ましてその芝居の番付で三味線弾きの留めである新左衛門が勤めるというのは破格中の破格である。義理の息子のためにひと肌脱いだ形となる。
また、九市は「おあい」と結婚したことで初代鶴澤清六の養子となり、二代目清六の襲名を望まれたが、「九市は清六の家へ往つてから技倆（うで）が下がつた」との噂が立ち、義父である初代新左衛門に頼み離縁をとり、豊澤九市へと復した。さらに、義父新左衛門が名乗れなかった豊澤仙左衛門の名跡を四代目として九市が襲名している（その後に二代目豊澤團平を襲名）。
「おあい」は九市と別れた後、三代目竹本大隅太夫（初代竹本春子太夫）へと嫁いだため、三代目竹本大隅太夫（初代竹本春子太夫）も新左衛門にとっては義理の息子にあたる。（血縁関係については、初代鶴澤清六の「親族」欄を参照）
明治19年（1886年）1月6日、54歳で没。戒名：松騰院豊譽神旭禅定門。墓所は大阪下寺町口縄坂角善龍寺と伝わる。

## 二代目
（慶応3年5月23日（1867年6月25日） - 昭和18年（1943年）3月24日）
豊澤松吉 → 豊澤松三郎 → 二代目豊澤新左衛門
本名：林覚之助。豊澤松太郎門弟。慶応3年（1867年）5月23日大阪北区福島の旧家に生まれる。次男だったため、他家の養子に望まれたが、大工の棟梁をしていた母方の祖父の家に引き取られ林姓を名乗る。母親はお寿といった元芸者で、新町演舞場の横手で小茶屋をしていた。大工を継ぐ予定であったが、体が弱く、近所が花街であったことから三味線を習うこととなり、豊澤松太郎の弟子となり、豊澤松吉と名乗った。
初舞台は明治14年（1881年）新町の瓢箪亭にて初代豊竹呂太夫と師匠豊澤松太郎の「吃又」でツレ弾きを勤めた。師匠松太郎が五代目豊竹駒太夫を弾くにあたり、彦六座へ入座したため、松吉もそれに従い、明治17年（1884年）9月彦六座の改築興行の大團平の「三番叟」にて豆喰いで出演。明治21年（1888年）1月28日初日彦六座『太平記忠臣講釈』「七条河原の段 口」で竹本七五三太夫を弾き豊澤松三郎を名乗る。明治29年（1896年）二代目竹本春子太夫の相三味線となる。
初代豊澤新左衛門の義理の息子である三代目竹本大隅太夫、四代目豊澤仙左衛門（二代目豊澤團平）両名の勧めにより、初代豊澤團平を了解を得て、明治31年（1898年）5月稲荷座にて二代目豊澤新左衛門を襲名。襲名披露狂言は『苧源氏琻櫻』「伏見里の段」で二代目春子太夫を弾いた。この襲名披露の初日に初代豊澤團平が「志渡寺」を弾きながら脳溢血を起こし、病院へ運ばれる途中で落命する事件があった。この後も稲荷座→明楽座→堀江座→近松座と座が変遷する中で、二代目春子太夫を長く弾き、春子太夫と一緒に京都で竹豊座を旗揚げするも、大正9年（1920年）10月興行を限りに二人が休座するにあたり24年続いた相三味線を解消した。
大正11年（1922年）4月、相三味線だった三代目鶴澤清六の没により、後継の相三味線として二代目豊竹古靱太夫（豊竹山城少掾）を弾くために文楽座へ初出座。古靱太夫との相三味線は、大正12年（1923年）10月文楽座にて五代目鶴澤徳太郎が四代目鶴澤清六を襲名し古靱太夫の相三味線となるまで続いた。古靱太夫は『山城聞書』に「ひと頃新左衛門さんに弾いて貰つてた時分、やはり一緒に松屋町へ役の稽古に行つたことがありますが、清六さんのきつちりしてゐられたのと反対に、新左衛門さんは一向構はれぬ質で、本を朱の這入つた古いのを持つていつて、それへ書き入れをされました。本に書き入がし憎いと、懐から撥巻の紙を出してそれに書いたりしてられました。新左衛門さんはその頃京都の木屋町に住んでられましたが、わざわざ役の稽古に行つても、「こないだ一ぺん合はしたよつて、もうえゝやろ」といつた調子で、これはまた恐ろしく稽古嫌ひでした。春子太夫さんをあれほどに取廻はして弾いてられた方でしたんで合三味線になつて貰つた時は楽しみにしたんですが、そんな風で、修業盛りの私には物足らない時がありました。」と記している。
古靱太夫と別れた後は、五代目竹本錣太夫を弾いた。昭和18年（1943年）3月24日、77歳で没。戒名：本光院眞浄日覚居士。
親友であった初代鶴澤道八は、「芸は御存じの通りの天性綺麗な音の、マクレぬ、よい芸で、死ぬまでボロを出さず終ひでした。そして用ひ方によつてとてもよいところがありました。春子太夫があそこまで語れてゐたのも全く新左衛門が弾いてゐたからです。」と評し、新左衛門の没にあたっては、「新左衛門は私にとつてはたつた一人の六十年間の友達でした。丁度私が東京の歌舞伎座に出てゐる留守中に死んだので、電報が来たときは役前でしたから私にかくしてあつたらしく、役を終つて相生太夫が披露しましたが、あんまり悲しかつたので声をあげて泣きました。宿へ帰つてからも懐しい思ひ出が次から次と頭に浮んで来て、新左衛門の顔が幻から遁かず、その夜は一睡も出来ませんでした。親子でも六十年一緒に居ることは殆んどありませんから、親身の者に死別するより悲しい思ひでした。実際娘を亡くしたときでもそんなに泣きませんでした。お正月に会つたとき、「お前とこ今年は喜の字のお祝やな、お祝くれよ」といひましたら、「うんお祝しようと思てるねん、お前とこへもやるさかいお返しくれよ」といつてゐましたのに、香奠を供へねばならぬことになつてしまひました。」と語っている。
鴻池幸武は「豊澤新左衛門追悼」と題して「彼は現今の斯界に恐らく絶後的な颯爽たる芸風を以つて泰然と臨んでゐたもので、新左衛門風の芸は何時の時代にも斯道には不可欠の存在であつたのである。従つて彼の死は三業を通じて昭和十一年の豊澤松太郎の死以来の大損害であると私は惜しみて止まない。」と記している。